# Fator de transcrição de octâmero
Um fator de transcrição octâmero é um fator de transcrição que se liga à sequência "ATTTGCAT".
Exemplos incluem:
- Oct-1 - POU2F1

- Oct-2 - POU2F2

- Oct-3/4 – POU5F1

- Oct-6 – POU3F1

- Oct-7 – POU3F2

- Oct-8 - POU3F3

- Oct-9 – POU3F4

- Oct-11 – POU3F4